# Franz Freistetter
Franz Freistetter war ein ehemaliger Offizier des Österreichischen Bundesheeres, zuletzt im Dienstgrad eines Divisionärs.

## Laufbahn
Von 1970 bis 1993 war Freistetter Chefredakteur der ÖMZ (Österreichische Militärische Zeitschrift).

## Familie
Sein Sohn ist der Militärbischof der Republik Österreich,  Werner Freistetter.